# Marco Martos (fútbol americano)
Este artículo se refiere a un deportista mexicano; para ver el artículo del poeta peruano, ver Marco Martos.
Marco Antonio Martos López (nacido el 14 de diciembre de 1973 en la Ciudad de México) es un jugador Mexicano de fútbol americano ya retirado. Jugó como wide receiver y kickoff returner durante 8 temporadas en la NFL Europa para los equipos Barcelona Dragons y Cologne Centurions.

## Carrera en el fútbol americano amateur
Martos comenzó su carrera dentro del fútbol americano en el Club Cherokees de infantil, pasando algunos años por el Club Vaqueros en juveniles y regresando a jugar intermedia en el Club Cherokees, recibió una beca para estudiar y jugar en la Universidad de las Américas de Puebla, ubicada a pocos kilómetros de la Ciudad de México. Jugó con los Aztecas de la UDLA durante 5 años como wide reciever titular. En 1995, Marcos ayudó a los Aztecas a obtener su primer Campeonato de la Onefa desde el conseguido en 1949 (cuando la UDLA se llamaba Colegio de México). Al año siguiente, terminó su carrera universitaria con otro campeonato para la UDLA. Martos terminó su maestría en la prestigiada Universidad de Mcgill en la ciudad de Montreal, Canadá.

## Carrera profesional
Martos fue a probar suerte en la NFL Europa, siendo contratado por los Barcelona Dragons, donde pasaría los siguientes 7 años jugando también como wide receiver hasta 2003. En 2004 es contratado por los Cologne Centurions, donde se retiró como profesional. Jugó en partidos de pretemporada con los Denver Broncos, Dallas Cowboys y Carolina Panthers en la National Football League.

## Reconocimientos
Martos es el segundo jugador con más yardas ganadas totales (por acarreos, por pase, por regresos de patada, por regresos de despeje, etc.) en la historia de la NFL Europa, solo siendo superado por Jordan Younger, jugador que fue miembro de los equipos Rhein Fire y Amsterdam Admirals. 
La mejor temporada de Martos fue la segunda con Barcelona, con 20 recepciones y 257 yardas por recepción.
Ganó con los Dragons el World Bowl V, ayudando con una recepción de 66 yardas, pase lanzado por Jon Kitna.

## Carrera como entrenador
Martos fue el entrenador en jefe del equipo de fútbol americano colegial Leones Anáhuac Cancún en Cancún, México, desde el año 2005 al año 2018.